# Żubry Białystok
PKK Żubry Chorten Białystok – męski klub piłki koszykowej z Białegostoku. W sezonie 2024/2025 gra w II lidze.

## Historia[1]
Klub powstał w 2003 roku. W 4 sezonie swojego istnienia awansował do I ligi.

## Zarząd klubu
- Prezes: Jacek Zaniewski
- Wiceprezes: Jan Ślusarczyk
- Skarbnik: Janusz Andrzejewski

## Sztab szkoleniowy[2]
- Trener zespołu: Roman Skrzecz
- Asystent trenera: Dawid Malinowski
- Kierownik drużyny: Dawid Malinowski
- Trener przygotowania motorycznego: Artur Konopko

## Skład[3]

### Kadra na sezon 2024/25
| Żubry Białystok |    |                    |                     |        |          |
| Poz             | Nr | Imię i nazwisko    | Data urodzenia      | Wzrost | Paszport |
| SG              | 3  | Maciej Bębeniec    | 13 stycznia 2000    | 177 cm | Polska   |
| PG/SG           | 10 | Szymon Ćwikliński  | 7 lipca 1998        | 190 cm | Polska   |
| C               | 17 | Mateusz Itrich     | 13 kwietnia 1997    | 202 cm | Polska   |
| SF              | 9  | Dawid Jakubiec     | 4 sierpnia 2007     | 196 cm | Polska   |
| C               | 6  | Marcel Kapuściński | 22 czerwca 1997     | 202 cm | Polska   |
| PG/SG           | 1  | Cezary Karpik      | 7 października 2000 | 186 cm | Polska   |
| PF              | 33 | Jakub Krasowski    | 9 października 2007 | 199 cm | Polska   |
| SG              | 24 | Igor Lewandowski   | 1 marca 2003        | 194 cm | Polska   |
| SF/PF           | 91 | Bartosz Proczek    | 20 lutego 2000      | 194 cm | Polska   |
| PG              | 11 | Adam Skiba         | 28 lipca 1999       | 180 cm | Polska   |
| PF/C            | 12 | Bartosz Strażewicz | 12 kwietnia 2003    | 202 cm | Polska   |
| SG              | 37 | Paweł Trypus       | 26 stycznia 2002    | 179 cm | Polska   |
| PF              | 7  | Krystian Tyszka    | 7 kwietnia 1998     | 198 cm | Polska   |